# Zu Chongzhi
Este es un nombre chino; el apellido es Zu

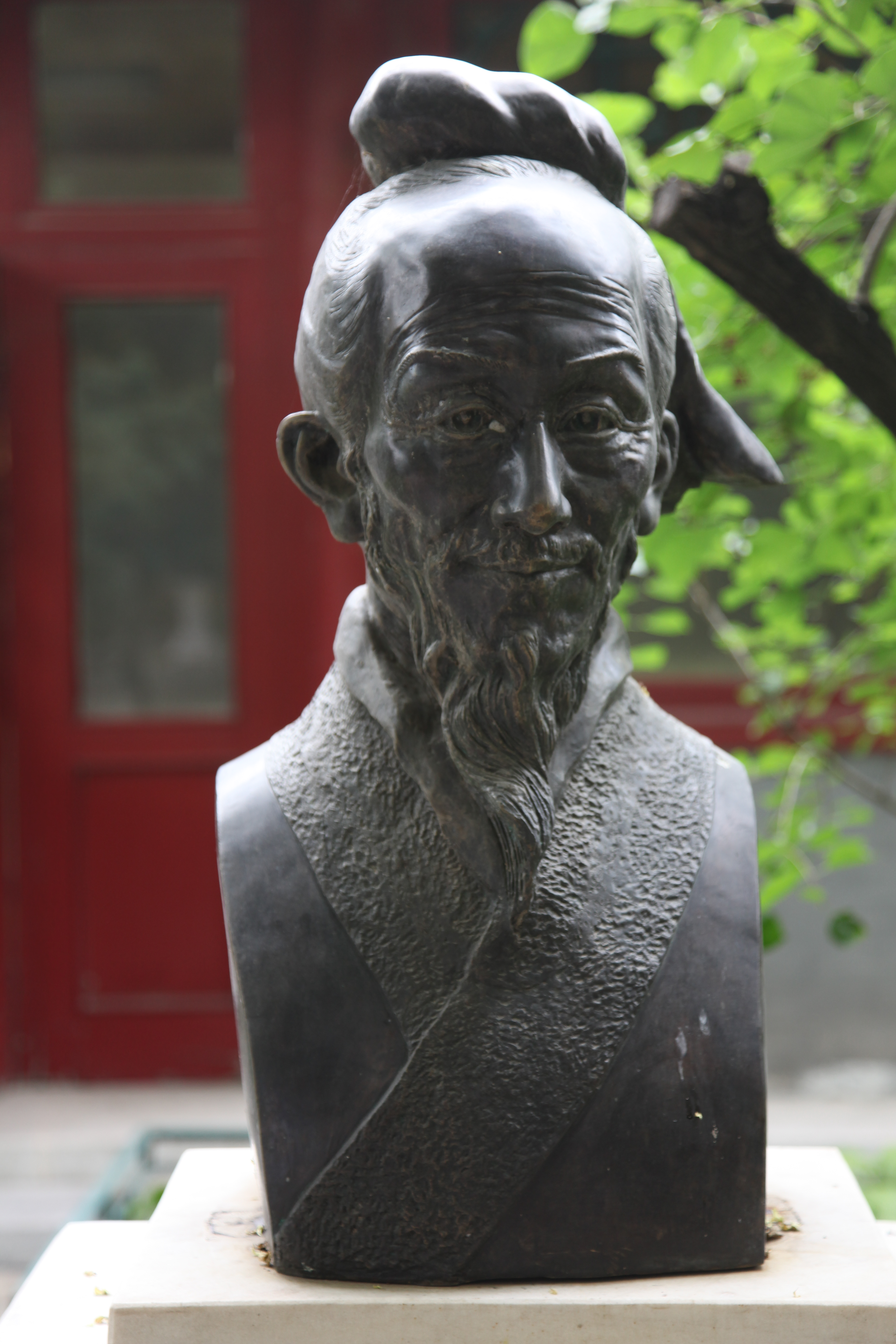
Busto de Zu Chongzhi

Zu Chongzhi (en chino tradicional: 祖沖之, chino simplificado: 祖冲之, pinyin Zǔ Chōngzhī; Wade-Giles: Tsu Ch'ung-chih; 429-500) fue un matemático y astrónomo chino que vivió y estuvo al servicio de las dinastías meridionales Liu Song y Qi del Sur.
Nació en 429 en Jiankang (hoy Nankín). Su familia estuvo históricamente unida a la investigación astronómica, y desde su niñez estuvo en contacto con matemáticos y astrónomos. Ya desde joven se hizo muy famoso por su talento.

## Obra
Entre sus descubrimientos figuran:
- El calendario Daming (大明曆) introducido en 465.
- Dos aproximaciones del número pi, manteniendo el récord de la aproximación más precisa durante novecientos años. Su mejor aproximación cae entre 3.1415926 y 3.1415927, la aproximación racional 355/113 (密率, Milü, aproximación detallada) y 22/7 (约率, Yuelü, aproximación cruda).  En la literatura china, esta fracción se conoce como "razón de Zu".[1] La razón de Zu es una mejor aproximación racional a π, y la más aproximada de todas las fracciones con denominador menor que 16600.[2]
- Dedujo que el volumen de una esfera es 4πr³/3, donde r es el radio. Aunque en realidad esto ya había sido descubierto previamente por Arquímedes: al estar Grecia y China a una distancia tan grande para los medios de entonces que Zu Chongzhi tuvo que calcularlo él mismo, sin la ayuda de anteriores matemáticos que hubiesen intentado calcular pi.

## Eponimia
- El cráter lunar Tsu Chung-Chi lleva este nombre en su memoria.[3]
- El asteroide (1888) Zu Chong-Zhi también conmemora su nombre.[4]
- El procesador cuántico Zu Chongzhi 2.1 (祖沖之号) usa su nombre.[5]